# 2002년 정동진독립영화제
제4회 정동진독립영화제는 2002년 8월 9일에 열린 시상식이다.

## 수상 및 후보

### 땡그랑동전상
- 먼지, 사북을 묻다 - 이미영 수상
- 나무아미타불 크리스마스 - 박관호 수상

### 섹션1
- 리사이클링 - 박재모
- 안다고 말하지 마라 - 송혜진
- 연분 - 이애림
- 요요지가 - 이석연
- 마우스 위드아웃 테일 - 박원철

### 섹션2
- 수사반장 트위스트 김 - 김태윤
- 나무아미타불 크리스마스 - 박관호
- 눈물 - 부지영
- 초롱과 나 - 노동석
- 센터필더 인효삼씨 - 김혁

### 섹션3
- 8849m - 고영민
- 비가 내린다 - 오점균
- 봄산에 - 이지행
- 순간접착제 - 이석훈
- 이른 여름, 슈퍼맨 - 유상곤

### 섹션4
- 마이 스윗 레코드 - 박효진
- 뽀삐 - 김지현

### 섹션5
- 먼지, 사북을 묻다 - 이미영
- 마이 스윗 레코드 - 박효진

### 섹션6
- 소름 - 윤종찬
- 월하의 공동묘지 - 권철휘
- 마리이야기 - 이성강